# Pterostylis cardiostigma
Pterostylis cardiostigma là một loài thực vật có hoa trong họ Lan. Loài này được D.Cooper miêu tả khoa học đầu tiên năm 1983.